# 10190 Suzannedodd
10190 Suzannedodd è un asteroide della fascia principale esterna. Scoperto nel 1996, presenta un'orbita caratterizzata da un semiasse maggiore pari a 2,852808 UA e da un'eccentricità di 0,035517, inclinata di 3,189228ª rispetto all'eclittica. Ha un diametro di 5,097 km. Ha un'albedo di 0,297.